# Kováčovce
Kováčovce (in ungherese Szécsénykovácsi) è un comune della Slovacchia facente parte del distretto di Veľký Krtíš, nella regione di Banská Bystrica.